# Tomašica (Bosna a Hercegovina)
Tomašica je vesnice na severu Bosny a Hercegoviny, nedaleko města Prijedor v Republice srbské. Je známa díky nedalekým dolům na železnou rudu. Do obce vede rovněž i železniční trať pro nákladní dopravu.
Masový hrob byl objeven v září 2013, kdy byly zahájeny rovněž i exhumace. K objevu hrobu dovedly vyšetřovatele informace od několika Srbů, kteří o něm uvědomili příslušné orgány. Na ploše 3 tisíce metrů čtverečních má být pohřbeno až tisíc obětí zastřelených srbskými nacionalisty. Oběti mají být muslimové a Chorvati z vesnic z okolí Prijedoru. 
Do té doby byl hrob skyt násypy zeminy. Za několik měsíců byla nalezena těla více než 430 lidí. Hrob vznikl nejspíše v roce 1992 a oběťmi byli Chorvati a Bosňáci z nedalekého zajateckého tábora.
V říjnu 2014 byl případ Ratka Mladiće znovu otevřen s cílem začlenit nově nalezené důkazy z hrobu Tomašica . Obžaloba pak mohla zahrnout šest znalců a sedm svědků a listinné důkazy. Před tímto rozhodnutím senát rozhodl, že obžaloba nemůže použít důkazy související s Tomašicou.
Soudci zjistili, že důkazy z hrobu Tomašica jsou relevantní. Prokuratura uvedla, „že Materiál objasňuje organizovanou a rozsáhlou povahu zabíjení v Prijedoru a roli VRS (Vojska republiky srbské).“
V červnu 2015, u soudu s Ratkem Mladićem, soudní ředitel ICMP Thomas Parsons svědčil, že vyšetřovatelé exhumovali 385 souborů ostatků z Tomašice a že 211 dalších ostatků bylo z místa odstraněno a znovu pohřbeno v Jakarina Kosa v určitém okamžiku po válce, což znamená, že v Tomašici bylo v roce 1992 pohřbeno celkem 596 těl.